# Svärdfisken (1914)
Svärdfisken, officiellt HM Ubåt Svärdfisken, var en ubåt i svenska Kungliga flottan som jämte systerbåten Tumlaren byggdes på Kockums varv i Malmö 1914. 
Typen hade sitt ursprung från Hvalen (inköpt från Italien). Svärdfisken sjösattes den 30 augusti och Tumlaren den 14 oktober 1914. Dessa båtar var av den då mycket moderna Fiat-Laurenti typen med långt smalt tryckskrov och väldisponerat formskrov. Bestyckningen var två förliga 45 cm torpedtuber (M/1904-12). På däck fanns en 37 mm (35 cal) kanon mod.98 som efter första världskriget utbyttes mot en 57 mm (21,3 cal) kanon mod. 1919. Bägge båtarna var mycket omtyckta av sina besättningar och utrangerades först 1936.